# Ніколаєво (Калузька область)
Ніколаєво (рос. Николаево) — присілок в Сухиницькому районі Калузької області Російської Федерації.
Населення становить 12 осіб. Входить до складу муніципального утворення Присілок Бордуково.

## Історія
Від 2004 року входить до складу муніципального утворення Присілок Бордуково

## Населення
| 2002 | 2010 |
| ---- | ---- |
| 29   | ↘12  |